# Ernobius subopacus
Ernobius subopacus is een keversoort uit de familie klopkevers (Anobiidae). De wetenschappelijke naam van de soort is voor het eerst geldig gepubliceerd in 1904 door Pic.